# Escamònia
El nom científic d'aquesta planta de la família de les convulvulàcies és Convolvulus scammonia, més coneguda en els nostres territoris com a escamònia. La planta és originària del Mediterrani oriental i del Pròxim Orient (Caucas, Turquia, Síria, Iran, Grècia, etc.), és gairebé inexistent a Catalunya, el País Valencià o les Illes Balears.

## Descripció morfològica

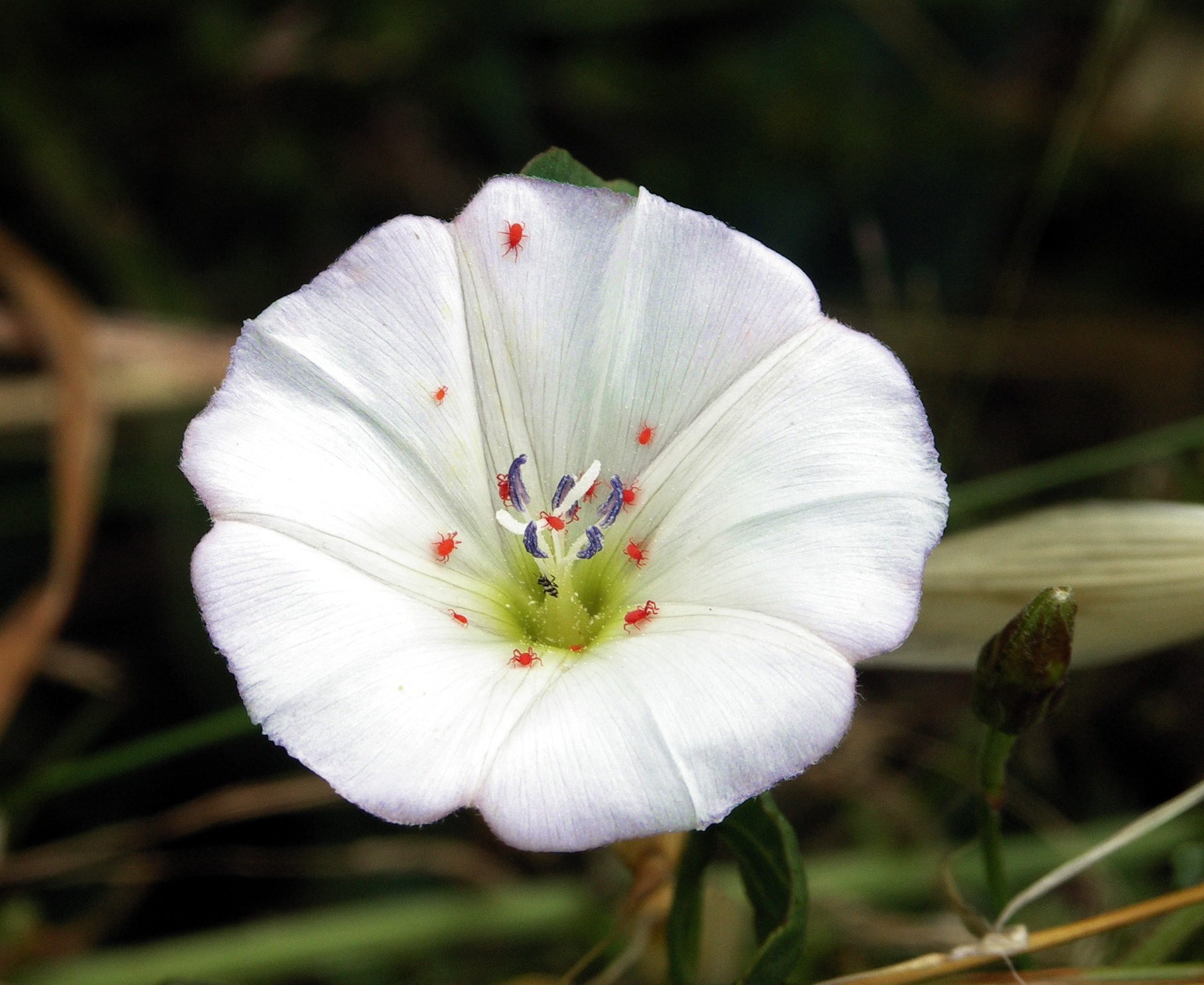
Convolvulus sp.

La Convolvulus scammonia es caracteritza per ser una planta vivàcea, de caràcter enfiladís i tija de consistència lletosa, típica de les herbàcies. Amb fulles alternades de forma sagitada i auricular, limbe sencer i pecíol llarg. Pot arribar a dimensions entre 3 i 6 metres d'alçada. Té una rel voluminosa, axonomorfa, carnosa i tuberitzada que pot arribar a fer un metre de llarg i entre 8 i 10 cm de diàmetre, amb una superfície solcada longitudinalment o obliquament.
Les flors són hermafrodites, s'agrupen en trios i posseeixen llargs peduncles axil·lars. La corol·la és blanca o groga amb cinc sèpals (pentàmera). És actinomorfa, presenta simetria radiada, cada flor té cinc sèpals normalment lliures, cinc pètals soldats en forma d'embut, cinc estams inserits al tub de la corol·la i un ovari súper (flor hypogyna).
El fruit és una càpsula que s'obre en dues valves que contenen les llavors. Està protegit per una càpsula de pericarpi prim.
No presenta inflorescències.

## Farmacologia

### Composició química
- Glucosa
- Àcid tíglic
- Àcid (+)-2-metilbutanoic
- Àcids val·lèrics
- Ramnosa
- Àcid jalapinòlic
- Àcid glicosídic
- Àcid escamònic
- Àcid isobutanoic

Tots aquests compostos varen ser extrets per hidròlisi i extraccions alcohòliques de la resina de la rel de la planta.

### Usos medicinals
Aquesta planta pot tenir aplicacions per la curació de patologies com, per exemple, el restrenyiment, la hidropesia, afeccions cerebrals, cardíaques, pulmonars i ginecològiques.

### Accions farmacològiques
És un efectiu purgant dràstic; les dosis utilitzades varien entre 300 mg-1g de la pols i 300-600 mg de la resina. També pot actuar com a hidragog (laxant estimulant).

### Toxicitat
La venda de la planta està prohibida o restringida al públic a causa de la seva toxicitat, ja que conté una goma resina obtinguda per incisions de l'arrel, anomenat escamonea.

## Observacions

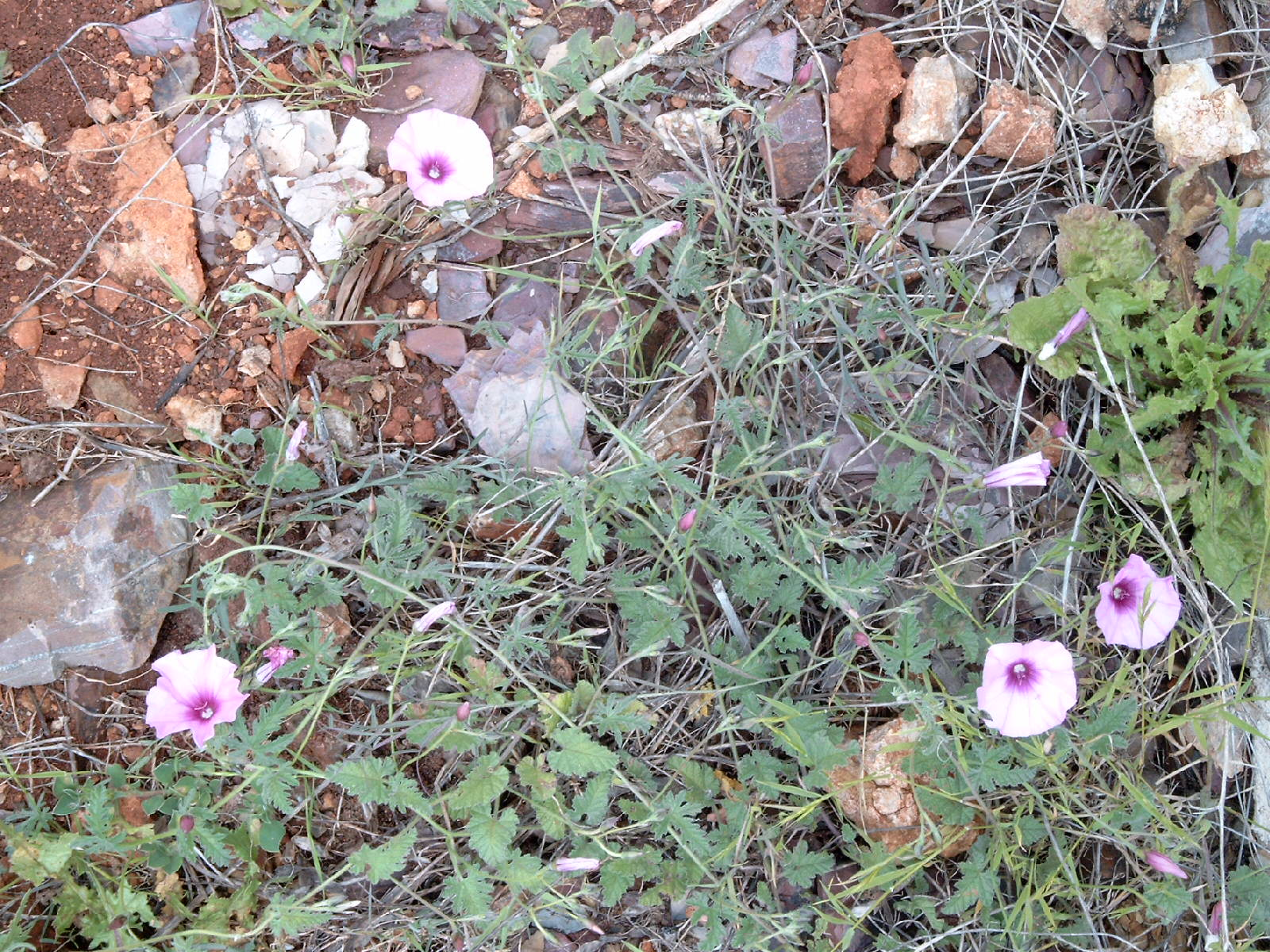
Convolvulus sp.

### Recol·lecció i preparació
L'obtenció de la gomo-resina es fa a partir de la planta viva accedint a l'arrel fent un forat a la terra i després netejant-la. Posteriorment es fan incisions superficials de 3 a 5 cm de longitud i es fixa un petit recipient on es recollirà el suc que se segregarà.
La massa obtinguda cal assecar-la i fraccionar-la en petites masses que una vegada finalitzada la dessecació es comercialitzarà. D'aquesta escamonea se'n denomina pura gota o primera gota.
A partir de la premsa de les arrels i evaporant suficientment els suc segregat s'obté l'escamonea de segona gota, que és menys pura que l'anterior.

### Legislació
A Espanya està prohibida la seva comercialització i venda segons la Llei 25/1990, de 20 de desembre, en el seu article 42, on s'estableixen les condicions generals d'utilització i comercialització de medicament de plantes medicinals. Concretament, en l'apartat segon hi ha un llistat de plantes de venda restringida o prohibida per raons de seguretat; la Convulvulus scammonia és la número 52 de les plantes no comercialitzades.